# Махачкала I — Сортировочная
Махачкала I — Сортировочная — железнодорожная станция Северо-Кавказской железной дороги в Махачкале (Дагестан, Россия).
Станция располагается на линии Гудермес — Махачкала II — Порт, в городе Махачкала. Входит в Махачкалинский транспортный узел, включающий также перевалочную нефтебазу и морской торговый порт.

## История
В 1925 году было произведено строительство вторых путей на участке Гудермес — Махачкала II — Порт, а также реконструкция путей на станциях Махачкала-Сортировочная и Дербент.
Во время Великой Отечественной войны на станции готовились и формировались воинские эшелоны для перевозки армии и боевой техники. Зимой 1941—1942 гг. на станции была сформирована 91-я Краснознаменная Мелитопольская стрелковая дивизия. В сентябре 1942 года на стоящие на путях станции цистерны с горючим были сброшены немецкие осколочные авиабомбы. 27 октября 1943 года станции присуждено переходящее Красное знамя НКПС и ВЦСПС и вторая денежная премия.
В 1946 году по итогам комплексного соревнования, начатого во время войны, станция получила на вечное хранение переходящее Красное знамя НКПС и Министерства путей и сообщений.